# Franz Grabowski
Franz Grabowski (* 25. Dezember 1897 in Kattowitz, Provinz Schlesien; † 17. Dezember 1981 in Wetzlar) war ein deutscher Manager.

## Werdegang
Grabowski kam als Sohn eines Eisendrehers zur Welt. Nach dem Schulabschluss trat er 1912 in die Dienste der Ferrum AG, einer Tochtergesellschaft der Oberschlesischen Hüttenwerke. 1931 rückte er in den Vorstand des Unternehmens, dem er bis zu seiner Vertreibung 1945 angehörte.
Er kam nach Wetzlar und übernahm dort die kaufmännische Leitung der Buderus’schen Eisenwerke. Von 1953 bis 1967 war er Generaldirektor und Vorstandsvorsitzender des Unternehmens.

## Ehrungen
- 1950: Ehrensenator der Justus-Liebig-Hochschule Gießen
- 1951: Ehrensenator der Technischen Hochschule Darmstadt
- 1953: Verdienstkreuz (Steckkreuz) der Bundesrepublik Deutschland
- 1953: Ehrendoktorwürde (Dr. Ing. e. h.) der Technischen Hochschule Aachen
- 1967: Großes Verdienstkreuz mit Stern der Bundesrepublik Deutschland
- 1979: Ehrenbürgerschaft der Stadt Wetzlar